# Довгоногові
Довгоногові (Pedetidae) — родина мишоподібних гризунів, що поширена у Африці. Назва походить від лат. pes — «ступня»

## Опис
Довгоногові — дрібного розміру гризуни. Довжина тіла 35–45 см. Довжина хвоста 37–48 см. Вага 3–4 кг, деякі тварини досягають ваги 4 кг. Зовнішнім виглядом нагадують невеликих кенгуру або гігантських тушканчиків. Задні кінцівки сильно збільшені в розмірах, передні сильно зменшені. Кігті сплощені, трохи нагадують копитця. Перший палець на задніх кінцівках скорочений. П'ятий палець дуже короткий, але добре розвинений. Хвіст довгий, густо вкритий волоссям, особливо на кінці. Голова укорочена, тупа спереду. Шия товста і мускулиста. Очі великі. Вуха довгі і вузькі, у висоту досягають 8 см. Вони слабо покриті шерстю у верхній половині і голі всередині, з невеликим козелком. Передні кінцівки п'ятипалі, з гострими кігтями, які використовуються при копанні землі. Волосяний покрив високий, м'який і густий. Спинна сторона тіла має бруднувато-жовтий, бурий або рудо-бурий колір або піщаний з окремими чорними або білими волосками, черевна сторона брудно-жовто-біла або біла. Сосків одна пара — в області грудей.
Череп масивний. Носові кістки широкі, лобові — надзвичайно широкі. Підочний канал сильно збільшений в розмірах. Лицьовий відділ укорочений, широкий. Виличні кістки широкі. Заочноямкові відростки сильно зменшені в розмірах або їх немає зовсім. Сагітальний і потиличний гребені відсутні. Кісткове небо широке і відносно коротке. Нижня щелепа з коротким кутовим відростком та сильно зменшеним вінцевим відростком. Різці потовщені. Щічні зуби не мають коренів. Кожен зуб підрозділяється на дві лопаті. Мала гомілкова кістка редукована і у дорослих тварин повністю зростається з великою гомілковою.

## Поширення
Поширення охоплює територію Центральної та Південної Африки від Кенії та Анголи до мису Доброї Надії. Населяють пустельні і напівпустельні рівнини з рідкісною рослинністю, іноді окультурені площі в посушливих районах.

## Спосіб життя
Ведуть нічний спосіб життя. День проводять в норах, які викопують самі. У норі живе один звір або одна сім'я, іноді кілька сімей разом. Як правило, кілька звірків поселяються недалеко один від одного. Зазвичай довгоноги вистрибують з нори відразу великим стрімким стрибком, мабуть, щоб уникнути небезпеки нападу хижака, що підстерігає. У спокійному стані довгоніг пересувається не поспішаючи на всіх чотирьох кінцівках. У разі потреби роблять величезні стрибки тільки на задніх лапах. Довжина стрибків може досягати 2-3 м у довжину, а за деякими даними 6-9 м. Харчуються надземними і соковитими підземними частинами рослин. Можуть завдавати деякої шкоди сільськогосподарським культурам. Комахи також, ймовірно, вживаються ними як корм. Мабуть, дають всього один послід протягом року в літній період. У посліді 1, рідко 2 дитинча. Новонароджені важать близько 250 г, сліпі (прозрівають через 2 дні).

## Роди
Родина містить один сучасний та три викопні роди:
- Pedetes Illiger, 1811 (Ранній пліоцен — наш час, Африка)[8]
- † Megapedetes Macinnes, 1957 (Міоцен, Африка, Саудівська Аравія, Ізраїль та Туреччина)[8]
- † Oldrichpedetes Pickford & Mein, 2011 (Міоцен-пліоцен, Африка)[9]
- † Rusingapedetes Pickford & Mein, 2011 (Ранній міоцен, Африка)[9]